# Jean-Pierre Jeunet
Pour les articles homonymes, voir Jeunet (homonymie).
Jean-Pierre Jeunet, né le 3 septembre 1953 au Coteau (Loire), est un réalisateur et scénariste français.

## Biographie

### Formation, coréalisation et révélation critique
Né au Coteau (près de Roanne), Jean-Pierre Jeunet a fait ses études à Nancy au lycée Poincaré. Avant d'entamer sa carrière au cinéma, il a d'abord travaillé comme technicien chez France Télécom à Nancy.
Jean-Pierre Jeunet débute dans le métier en réalisant des films publicitaires, et des vidéoclips (parmi lesquels Tombé pour la France d'Étienne Daho en 1986 ou La Fille aux bas nylon de Julien Clerc en 1984). En parallèle, il réalise en commun avec le dessinateur Marc Caro des courts métrages d'animation, L' Évasion (1978) et Le Manège (1980).
Les deux réalisateurs passent un an et demi à confectionner dans les moindres détails leur troisième court métrage Le Bunker de la dernière rafale, en 1981. Tous leurs courts métrages sont récompensés dans de nombreux festivals, aussi bien en France qu'à l'étranger.
C'est leur premier long métrage surréaliste, Delicatessen, avec Dominique Pinon et Jean-Claude Dreyfus, réalisé en 1991, qui les propulse sur le devant de la scène. L'œuvre est couronnée par des Césars dont ceux du meilleur premier film et du meilleur scénario. Leur second long métrage met presque quatre ans à se concrétiser. La Cité des enfants perdus (1995) est un conte noir, totalement novateur pour l'époque sur le plan des effets spéciaux (exécutés en partie par Pitof), et qui a nécessité la création de nouveaux logiciels. Après sa présentation à Cannes en 1995, il est distribué partout dans le monde avec succès.

### Confirmation commerciale et consécration
En 1997, à la suite du retrait du réalisateur anglais Danny Boyle, Jean-Pierre Jeunet se voit proposer la mise en scène du quatrième épisode des aventures d'Ellen Ripley, Alien, la résurrection. Se séparant de Marc Caro, il part donc poursuivre sa carrière aux États-Unis. Comme à l'accoutumée, il fait équipe commune avec son (autre) complice de toujours, Dominique Pinon, et retrouve aussi Ron Perlman, déjà présent dans La Cité des enfants perdus. Le cinéaste confirme avoir joui d'une certaine liberté, et si les critiques américaines sont très moyennes, le blockbuster est un succès au box-office.
En 1999, Jean-Pierre Jeunet a été le premier président du festival de cinéma de La Foa, en Nouvelle-Calédonie.
En 2000, il revient en France, pour tourner Le Fabuleux Destin d'Amélie Poulain, avec Audrey Tautou et Mathieu Kassovitz, Rufus, Isabelle Nanty, Jamel Debbouze, et son acteur fétiche Dominique Pinon. Avec ce film, le cinéaste enregistre un succès sans précédent : plus de huit millions d'entrées et quatre Césars remportés sur treize nominations : Meilleur film, Meilleur réalisateur, Meilleure musique, et Meilleurs décors. Ce film a été directement inspiré d'un fait de la vie de l'écrivain Michel Folco. Ce triomphe lui permet de monter quatre ans plus tard l'adaptation du roman de Sébastien Japrisot : Un long dimanche de fiançailles ; un projet d'envergure que Jeunet portait depuis dix ans, et récompensé par cinq Césars. Pour cette grande fresque romanesque sur fond de guerre 1914-1918, Jeunet retrouve sa « fabuleuse » actrice Audrey Tautou, entourée d'une distribution prestigieuse, dont Marion Cotillard.
Après le tournage du film Un long dimanche de fiançailles, il refuse le poste de réalisateur du film Harry Potter et l'Ordre du Phénix, œuvre tirée du roman du même nom, écrit par J. K. Rowling. Il commencera une période de pré-production pour un film commandé par la Fox : L'Odyssée de Pi. Cependant, son projet sera considéré comme trop onéreux par la Fox qui le confiera plus tard à Ang Lee.
Le cinéaste reste donc fidèle au cinéma francophone pour ses projets suivants, confirmant néanmoins son aura à l'international.

### Ralentissement

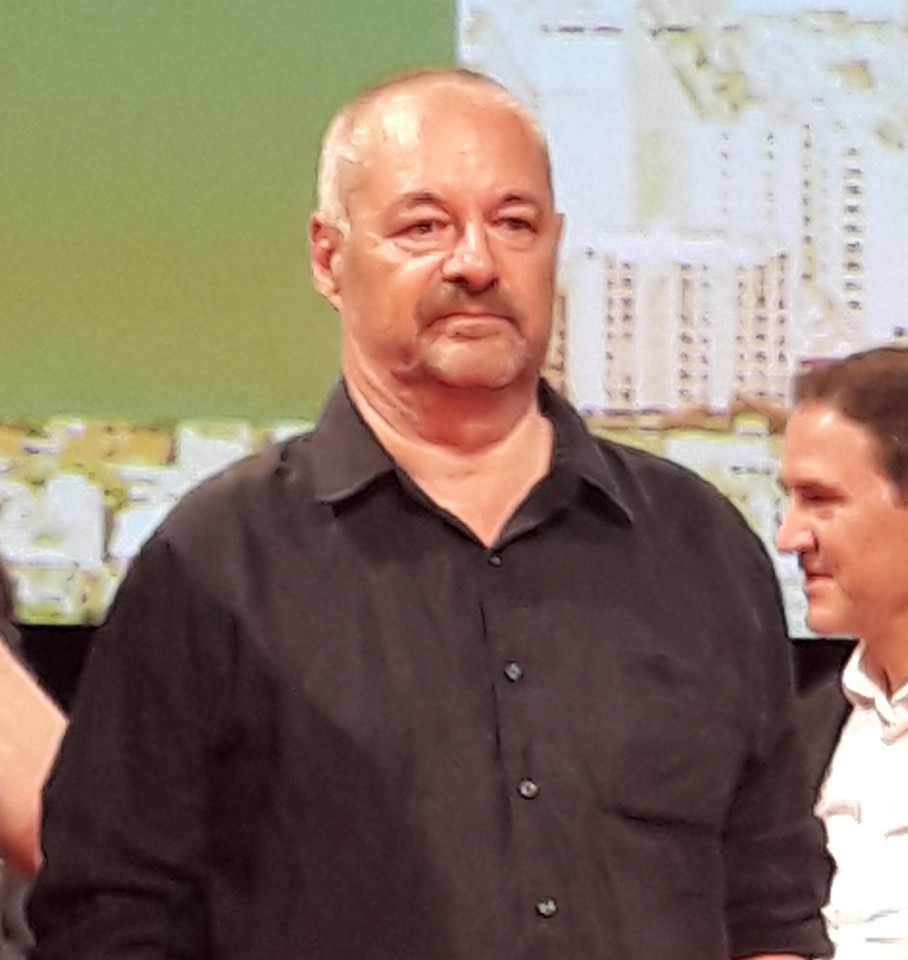
Jean-Pierre Jeunet au festival international du film d'animation d'Annecy 2017 pour l'avant-première de Deux escargots s'en vont.

En 2006, Jean-Pierre Jeunet est président du jury du 19e Festival international du film de Tokyo, et en 2009, il est le parrain du Salon du cinéma et assure la présidence du jury du 35e Festival du cinéma américain de Deauville.
En octobre 2009 sort son sixième long métrage, Micmacs à tire-larigot, une comédie décalée à la distribution aussi éclectique et populaire que celle de Le Fabuleux Destin d'Amélie Poulain, et menée par Dany Boon. Le film est présenté comme une satire sur le commerce illégal d'armes. Malgré ce pedigree, le film rassemble à peine plus d'un million de spectateurs.
Il part ensuite pour le Canada pour réaliser L'Extravagant voyage du jeune et prodigieux T.S. Spivet, adaptation du roman éponyme de Reif Larsen sorti en 2009. Le long métrage sort en 2013, et s'appuie essentiellement sur une distribution internationale. Il reçoit des critiques positives, à défaut de convaincre en salles.
En 2015, Jean-Pierre Jeunet faillit rentrer dans le monde de la télévision et du streaming en réalisant un pilote, pour Amazon Studios, Casanova avec Diego Luna incarnant le célèbre italien. La série n'est pas commandée.
En décembre 2015, Jean-Pierre Jeunet est membre du jury du 15e Festival international du film de Marrakech, présidé par Francis Ford Coppola.
En 2015, il déclare que son prochain film sera dans la veine de L'Homme qui aimait les femmes de François Truffaut. Il indique en 2017 qu'il a deux scripts, l'un sur un film érotique, l'autre sur les robots et l'intelligence artificielle. Les deux scripts ont eu des difficultés de financement pendant un temps, mais le réalisateur déclare que le problème est en passe d'être résolu. Sur les deux scripts, le premier devrait être converti en série de production allemande, le second sera lui produit par Netflix, séduit par le "décalage" et la "rugosité".
En 2016, Jean-Pierre Jeunet sort en ligne un court métrage d'animation, Deux escargots s'en vont, coréalisé avec Romain Segaud. Ce court métrage est l'adaptation d'un poème de Prévert. Cette production est directement sortie en ligne après avoir fait la tournée des festivals. Au casting, il réunit certains des acteurs et actrices récurrents de ces productions, tels Jean-Claude Dreyffus, Mathieu Kassovitz ou encore Yolande Moreau et Audrey Tautou. À la fin du mois d'avril, le réalisateur publie son premier ouvrage, 500 anecdotes de tournage. Alors qu'il n'a plus réalisé de vidéoclip depuis de nombreuses années et qu'il refuse de le faire à nouveau, il se laisse convaincre en 2017 par Gauvain Sers de concevoir celui de son titre Pourvu, dont les paroles font référence à Jeunet et Amélie Poulain.
Au cours de l'année 2019, Jean-Pierre Jeunet a envisagé de tourner un faux documentaire sur les coulisses de son succès mondial Amélie Poulain.

### Les années 2020

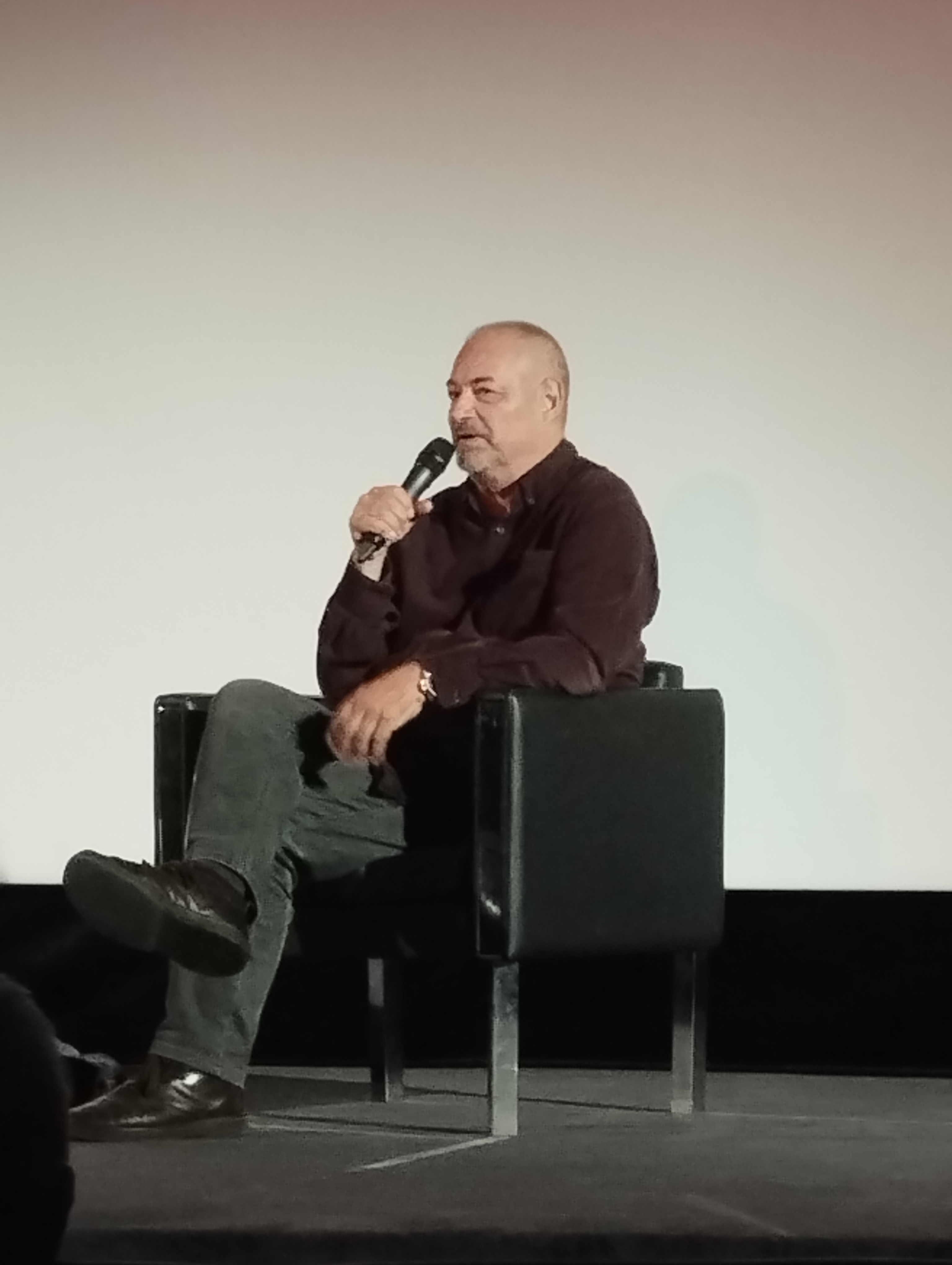
Jean-Pierre Jeunet présentant Alien, la résurrection aux Publicis Cinémas en octobre 2022.

En 2021, Jean-Pierre Jeunet est l'invité d'honneur du Festival Films Courts de Dinan. Le jury est constitué du réalisateur Marc Caro, de la productrice Claudie Ossard, et de l'acteur Jean-Claude Dreyfus. Le festival réunit ces quatre figures du cinéma à l'occasion du trentième anniversaire du film Delicatessen.

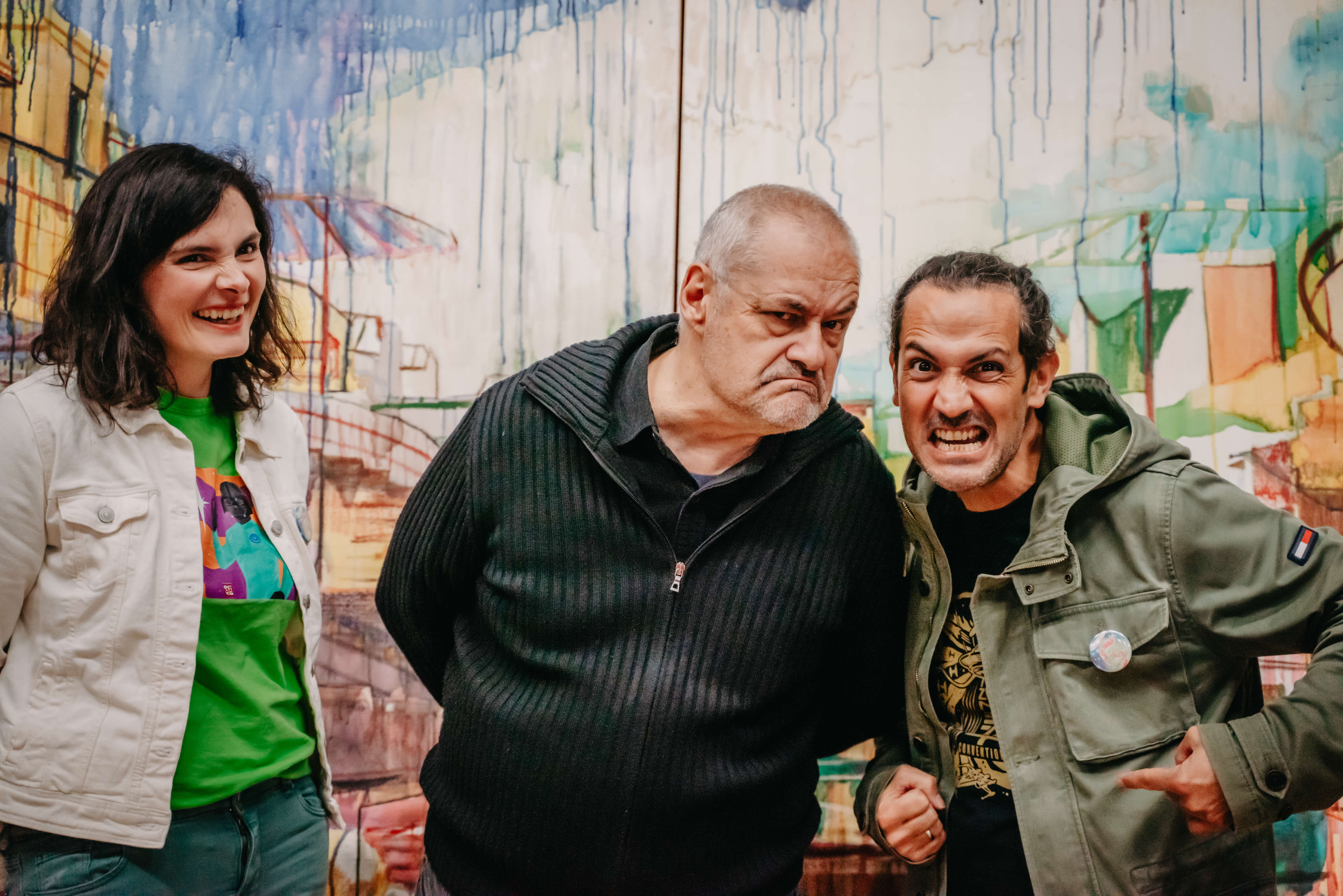
Jean-Pierre Jeunet à Ze Next Convention le 4 mai 2024 avec les organisateurs de l'événement

Comme mentionné précédemment, en 2015, Jean-Pierre Jeunet se lance dans la rédaction de deux scénarios. En 2019, le réalisateur annonce que son prochain long métrage s'intitulera Big Bug et tournera autour de l'intelligence artificielle. Le tournage, qui devait débuter en avril-mai 2020, est lancé en octobre 2020. Le film est produit par le site de vidéo à la demande Netflix, ce qui pour Jean-Pierre Jeunet représente un soulagement après 9 années d'absence dans le secteur des longs métrages. Le réalisateur fait un rapprochement avec son premier long métrage (Delicatessen) qui, « trop décalé », n'intéressait pas les investisseurs ou représentait pour eux « un risque ». Au cours de la promotion de son film Netflix, Jean-Pierre Jeunet a donné son point de vue sur l'opposition entre le cinéma traditionnel et la société américaine. Pour lui, il s'agit d'un faux débat, « les choses ne se remplacent pas, elles s'additionnent ».

« Les plateformes n'ont pas remplacé le cinéma, qui n'a pas remplacé le théâtre. Il y aura toujours des films en salles pour les grands films. Le monde change, il faut s'adapter »

En mai 2025, il débute le tournage de Changer l'eau des fleurs, adaptation du roman du même nom de Valérie Perrin publié en 2018,,.

### Parrain d'une école de cinéma
Jean-Pierre Jeunet était également le parrain d'une école de cinéma, l'Institut des métiers du cinéma de Normandie, à Cherbourg, de 2006 à sa date de fermeture en 2010. Il est, depuis de nombreuses années, le parrain de l'ÉSEC (École supérieure d'études cinématographiques à Paris) qu'il soutient depuis le trentième anniversaire de cette institution auprès d'autres personnalités du cinéma international.

## Œuvres
Ses films mêlent le fantastique et le décalage absurde à une représentation de la réalité dans diverses proportions, soit en créant des univers oniriques à partir d'éléments quotidiens, notamment urbains (Delicatessen, La Cité des enfants perdus), soit en faisant ressortir les éléments du hasard dans le quotidien (Le Fabuleux Destin d'Amélie Poulain).
Ses films comportent toujours une part d'humour enfantin, même lorsqu'il traite de l'horreur (par exemple dans Alien, la résurrection, le fauteuil roulant de Dominique Pinon ou bien le système d'ouverture de portes avec l'haleine).
Visuellement, sa signature se caractérise par la présence de filtres jaunes sur l'image, présents sur une grande partie de sa filmographie.

## Filmographie

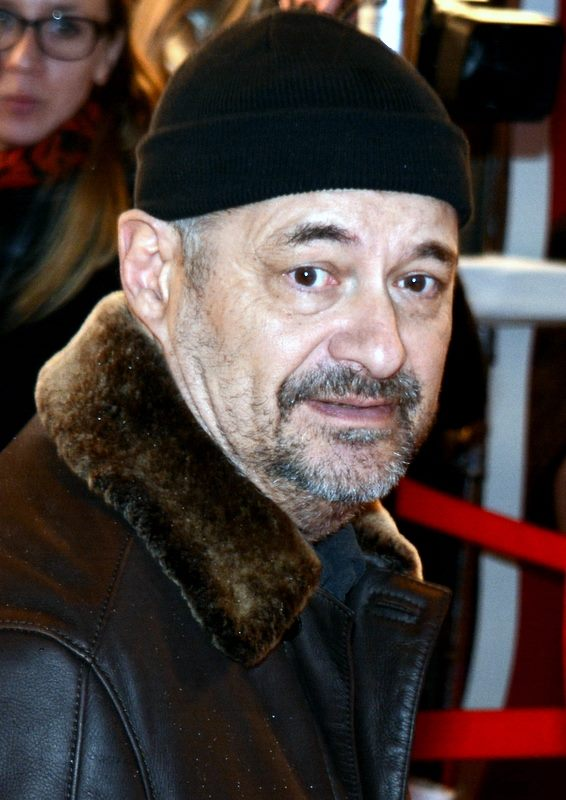
Jean-Pierre Jeunet à l'avant-première de Monuments Men en 2014.

### Réalisateur

#### Courts métrages
- 1978 : L'Évasion, coréalisé avec Marc Caro
- 1980 : Le Manège, coréalisé avec Marc Caro
- 1981 : Le Bunker de la dernière rafale, coréalisé avec Marc Caro
- 1984 : Pas de repos pour Billy Brakko
- 1989 : Foutaises
- 2016 : Deux escargots s'en vont, coréalisé avec Romain Segaud
- 2023 : La Véritable Histoire d'Amélie Poulain

#### Longs métrages
- 1991 : Delicatessen, coréalisé avec Marc Caro
- 1995 : La Cité des enfants perdus, coréalisé avec Marc Caro
- 1997 : Alien, la résurrection
- 2001 : Le Fabuleux Destin d'Amélie Poulain
- 2004 : Un long dimanche de fiançailles
- 2009 : Micmacs à tire-larigot
- 2013 : L'Extravagant voyage du jeune et prodigieux T.S. Spivet
- 2022 : Big Bug
- prochainement : Changer l'eau des fleurs

#### Clips musicaux
- 1984 : La Fille aux bas nylon de Julien Clerc
- 1985 : Zoolook de Jean-Michel Jarre, coréalisé avec Marc Caro
- 1987 : Tombé pour la France d'Étienne Daho
- 1987 : Hélène de Julien Clerc
- 1988 : Souvenez-vous de nous de Claudia Phillips
- 1989 : Cache ta joie de Claudia Phillips
- 1991 : L'Autre Joue de Lio
- 2017 : Pourvu de Gauvain Sers

#### Publicités
Il est l'auteur de nombreuses publicités dont Die Zeitmaschine pour Milka en 2016, EDF en 2002, la Cliothérapie pour Renault en 1999, BNP en 1998, Peugeot, Société générale, Gan, Cetelem, Interflora, Lustucru, Barilla, Malabar, Urgo, Steffy, Freecall, Buggy, Catch, Sécurité routière, etc.
En 2009, il est également le réalisateur de Train de nuit, un film de 2 min 25 s pour un célèbre parfum - No 5 de Chanel - pour lequel il retrouve sa comédienne fétiche Audrey Tautou.
En 2022, il réalise une publicité pour Netflix reprenant le style du Fabuleux Destin d'Amélie Poulain.

### Scénariste
- 1981 : Le Bunker de la dernière rafale (court métrage), coécrit avec Gilles Adrien et Marc Caro
- 1984 : Pas de repos pour Billy Brakko (court métrage)
- 1989 : Foutaises (court métrage), coécrit avec Bruno Delbonnel
- 1991 : Delicatessen, coécrit avec Gilles Adrien et Marc Caro
- 1995 : La Cité des enfants perdus, coécrit avec Gilles Adrien et Marc Caro
- 2001 : Le Fabuleux Destin d'Amélie Poulain, coécrit avec Guillaume Laurant
- 2004 : Un long dimanche de fiançailles, coécrit avec Guillaume Laurant d'après un roman de Sébastien Japrisot
- 2009 : Micmacs à tire-larigot, coécrit avec Guillaume Laurant
- 2013 : L'Extravagant voyage du jeune et prodigieux T.S. Spivet
- 2016 : Deux escargots s'en vont (court métrage)
- 2022 : Big Bug (Netflix)
- prochainement : Changer l'eau des fleurs

### Acteur
- 1981 : Le Bunker de la dernière rafale, de Jean-Pierre Jeunet et Marc Caro
- 1983 : Pas de repos pour Billy Brakko, de Jean-Pierre Jeunet
- 2015 : Remake de l'Institut Lumière, de Martin Scorsese : lui-même (court métrage)

## Publication
- Je me souviens... 500 anecdotes de tournage, éditions LettMotif, 2021[24].

## Distinctions

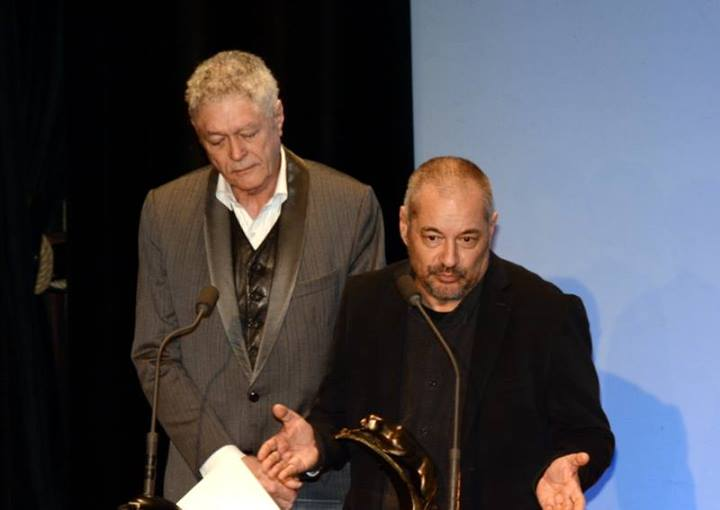
Jean-Pierre Jeunet aux côtés de Pierre-William Glenn, recevant le prix Lumières 2014.

En 1990, Jean-Pierre Jeunet reçoit le Prix de l'Aide à la Création de la Fondation Gan pour le Cinéma pour Delicatessen.

### Césars
- 1981 :
  - César du meilleur court-métrage d'animation pour Le Manège
- 1991 :
  - César du meilleur court-métrage de fiction pour Foutaises
- 1992 :
  - César de la meilleure première œuvre pour Delicatessen
  - César du meilleur scénario original ou adaptation pour Delicatessen
- 2002 :
  - César du meilleur film pour Le Fabuleux Destin d'Amélie Poulain
  - César du meilleur réalisateur pour Le Fabuleux Destin d'Amélie Poulain
  - Nomination au César du meilleur scénario original ou adaptation pour Le Fabuleux Destin d'Amélie Poulain
- 2005 :
  - Nomination au César du meilleur film pour Un long dimanche de fiançailles
  - Nomination au César du meilleur réalisateur pour Un long dimanche de fiançailles
  - Nomination au César du meilleur scénario original ou adaptation pour Un long dimanche de fiançailles

### Lumières de la presse internationale
- 2002 :
  - Lumière du meilleur film pour Le Fabuleux Destin d'Amélie Poulain
  - Lumière du meilleur scénario pour Le Fabuleux Destin d'Amélie Poulain
- 2005 :
  - Lumière de la meilleure mise en scène pour Un long dimanche de fiançailles

### Oscars
- 2002 :
  - Nomination à l'Oscar du meilleur scénario original pour Le Fabuleux Destin d'Amélie Poulain
  - Nomination à l'Oscar du meilleur film étranger pour Le Fabuleux Destin d'Amélie Poulain

### Golden Globes
- 2002 :
  - Nomination au Golden Globe du meilleur film en langue étrangère pour Le Fabuleux Destin d’Amélie Poulain
- 2005 :
  - Nomination au Golden Globe du meilleur film en langue étrangère pour Un long dimanche de fiançailles

### Prix du cinéma européen
- 1991 :
  - Nomination au meilleur premier film pour Delicatessen
- 2001 :
  - Meilleur film et Meilleur réalisateur pour Le Fabuleux Destin d'Amélie Poulain
  - Prix du Public du meilleur film pour Le Fabuleux Destin d'Amélie Poulain
- 2005 :
  - Nomination au meilleur réalisateur pour Un long dimanche de fiançailles

### Prix Edgar-Allan-Poe
- 2005
  - Prix Edgar-Allan-Poe du meilleur scénario pour Le Fabuleux Destin d'Amélie Poulain

### Décorations
- Chevalier de la Légion d'honneur, remise le 15 juin 2006 par le ministre de la Culture et de la Communication Renaud Donnedieu de Vabres[25].
- Commandeur de l'ordre des Arts et des Lettres. Il est promu au grade de commandeur le 10 février 2016[26]. Il était officier de l'ordre depuis janvier 2010[27].